# Rolf Peterson
Rolf Ingvar Peterson (Halmstad, 11 de mayo de 1944) es un deportista sueco que compitió en piragüismo en la modalidad de aguas tranquilas.
Participó en tres Juegos Olímpicos de Verano entre los años 1964 y 1972, obteniendo dos medallas, oro en Tokio 1964 y plata en Múnich 1972. Ganó tres medallas en el Campeonato Mundial de Piragüismo, en los años 1970 y 1971, y dos medallas en el Campeonato Europeo de Piragüismo, en los años 1965 y 1967.

## Palmarés internacional
| Juegos Olímpicos   | Juegos Olímpicos       | Juegos Olímpicos  | Juegos Olímpicos |
| Año                | Lugar                  | Medalla           | Competición      |
| ------------------ | ---------------------- | ----------------- | ---------------- |
| 1964               | Tokio (Japón)          | Medalla de oro    | K1 1000 m        |
| 1972               | Múnich (RFA)           | Medalla de plata  | K1 1000 m        |
| Campeonato Mundial |                        |                   |                  |
| Año                | Lugar                  | Medalla           | Competición      |
| 1970               | Copenhague (Dinamarca) | Medalla de oro    | K2 500 m         |
| 1970               | Copenhague (Dinamarca) | Medalla de plata  | K2 1000 m        |
| 1971               | Belgrado (Yugoslavia)  | Medalla de oro    | K2 500 m         |
| Campeonato Europeo |                        |                   |                  |
| Año                | Lugar                  | Medalla           | Competición      |
| 1965               | Bucarest (Rumania)     | Medalla de bronce | K1 500 m         |
| 1967               | Duisburgo (RFA)        | Medalla de plata  | K1 500 m         |